# Syndicat national de l'environnement
Le syndicat national de l'environnement, en abrégé SNE, est un syndicat français membre de la FSU syndiquant les personnels du ministère de la Transition écologique, de la Biodiversité, de la Forêt, de la Mer et de la Pêche (MTEBFMP), des établissements sous tutelle et de manière plus générale des structures actives dans le domaine de l'environnement.

## Champ de syndicalisation
Le champ de syndicalisation est à la fois large et restreint. Restreint puisque les moyens consacrés par le parlement à la protection de l'environnement sont faibles. L'ancien ministère chargé de l’environnement et ses établissements placés sous tutelle ne représentaient qu'environ 9 000 personnes. Il a été intégré en 2007 au sein du Ministère de l'Écologie, du Développement durable, des Transports et du Logement (MEDDTL) qui représente plus de 100 000 agents. Mais large, puisque les statuts du syndicat prévoient que le champ de syndicalisation recouvre l'ensemble des secteurs concourant au service public de l'environnement.
Dans les faits, les adhérents travaillent dans les différentes directions centrales du MTEBFMP, dans les directions régionales de l'Environnement, de l'Aménagement et du Logement (DREAL), dans des établissements publics sous tutelle du ministère —Agences de l'eau, Agence de l'environnement et de la maîtrise de l'énergie (ADEME), Conservatoire du littoral (CELRL), Office français de la biodiversité (OFB)—, ainsi que dans quelques associations ou agences de droit privé œuvrant dans le domaine de l'environnement.

## Histoire
Le Syndicat National de l'Environnement est un syndicat ancien, puisqu'il a été créé en 1973, soit quasiment en même temps que le ministère de l'environnement.
De manière formelle, c'est le Syndicat national des agences de bassin et de l'environnement (SNABE) (affilié à la CFDT), qui regroupait des salariés des agences de bassins (aujourd'hui agences de l'eau) et de la direction de l'eau et de la prévention des pollutions et des risques du ministère chargé de l'environnement, qui a été créé en 1973 et c'est à l'occasion du 1er congrès de Francheville en 1975 que le SNABE est devenu le SNE en intégrant des salariés des parcs nationaux.
En 1984, à l'arrivée d'Huguette Bouchardeau comme ministre de l'environnement du Gouvernement Fabius, le SNE espère que le chantier de titularisation avance et qu'un corps de fonctionnaires de l'environnement soit créé. Mais le 14 mars 1986, les négociations sont terminées. Sauf dans les parcs nationaux où un corps de fonctionnaires est créé, les autres établissements (Agences financières de bassin, Conseil supérieur de la pêche et Office national de la chasse) se voient autoriser à employer leur personnel avec des statuts de contractuels. Yves Mérillon décide alors de quitter son poste de secrétaire général.
Le 16 mars 1986, Jacques Chirac gagne les élections législatives et désigne Alain Carignon comme ministre délégué à l'Environnement. Les militants assistent à la déconstruction progressive de tous les acquis des années précédentes : réductions d'effectifs, blocages de salaires, libéralisation. Fin 1986 et en 1987, les discussions syndicales sont au point mort.
Le SNE a été affilié pendant 30 ans à la CFDT, avant de décider le 9 décembre 2003 de s'en désaffilier et de rejoindre la FSU, officiellement en avril 2004.

## Organisation

### Branches et sections
Le SNE est structuré en sections syndicales et en branches professionnelles qui regroupent les sections d’un même champ d’activité.
Les sections syndicales regroupent les adhérents par structure (ex.: Agence de l'eau Adour-Garonne) ou par unité géographique d'une même structure (ex.: OFB Auvergne-Rhône-Alpes).
Le SNE est structuré en six branches et quarante-deux sections :
- Services de l'État (14 sections) : section de l'administration centrale du ministère en charge de l'écologie (y compris CGDD et aviation civile), deux sections dans les DDT (regroupement DDT, DEALM Mayotte), sept sections dans les DREAL (Bourgogne-Franche-Comté, Centre-Val de Loire, Grand-Est, Normandie, Pays de la Loire, La Réunion, regroupement DREAL[N 2]), section de l'ENPC,  section de l'ENTPE, deux sections en lien avec le ministère en charge de la mer (section Mer (principalement Affaires maritimes) et section ENIM).
- Biodiversité (9 sections)[N 3] : neuf sections au sein de l'Office français de la biodiversité (OFB)[N 4] (Auvergne-Rhône-Alpes, Bourgogne-Franche-Comté, Bretagne-Pays-de-Loire, Grand-Est, Hauts-de-France-Normandie, Nouvelle-Aquitaine, Occitanie, Provence-Alpes-Côte d'Azur-Corse, Val-de-Loire-Île-de-France-Outre-mer).
- Eau et milieux aquatiques (6 sections) : une section dans chacune des six agences de l'eau (Adour-Garonne, Artois-Picardie, Loire-Bretagne, Rhin-Meuse, Rhône-Méditerranée-Corse et Seine-Normandie).
- Espaces protégés (13 sections) : une section dans chacun des onze parcs nationaux (Calanques, Cévennes, Écrins, forêts, Guadeloupe, Guyane, Mercantour, Port-Cros, Pyrénées, La Réunion, Vanoise), section du Conservatoire du littoral (CELRL), section des Amis des Marais du Vigueirat.
- Voies navigables (3 sections) : deux sections territoriales au sein de VNF (Bassin de la Seine, Sud-Ouest)[2] et une section regroupement.
- ADEME et structures environnementales (1 section)[N 5] : ADEME.
- Sections non rattachées à une branche : PNR de Camargue et regroupement PNR[N 6].

### Congrès - Conseil national - Bureau national
Le SNE se réunit en congrès tous les 3 ans. Les congressistes, mandatés par leur section syndicale, amendent et valident le texte
de résolution générale qui définit le cadre de l’action politique du syndicat jusqu’au prochain congrès.
Le conseil national a la responsabilité de l’action du syndicat et de son organisation. Il est composé de membres élus par le
congrès parmi les candidats présentés par les sections, les branches et le conseil national sortant.
Élu par le conseil national, le  bureau national est chargé d’en exécuter les décisions et de prendre toutes les dispositions nécessaires au fonctionnement courant du syndicat.

### Liste des congrès

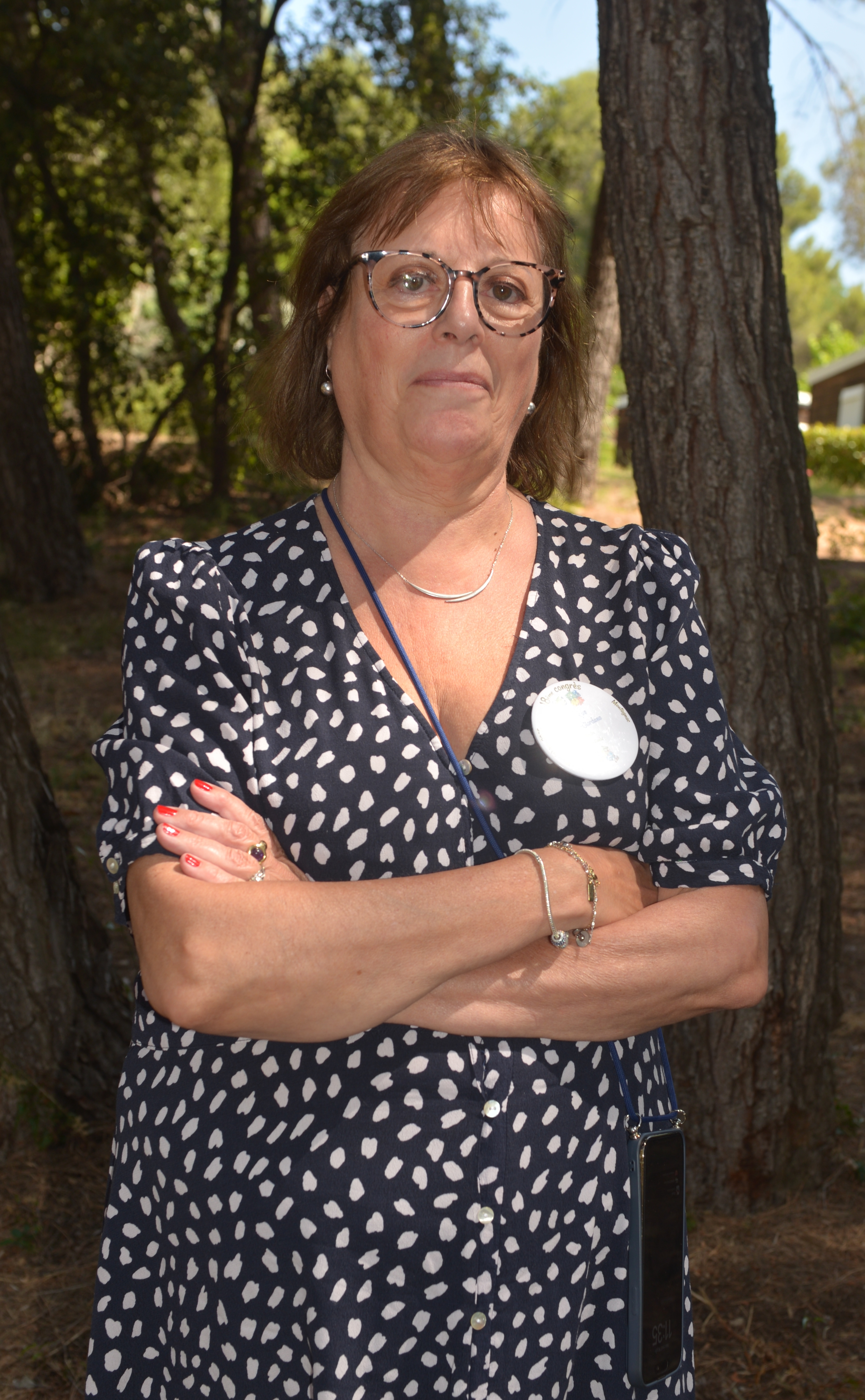
Véronique Caraco-Giordano, secrétaire général du SNE lors du congrès de Montagnac en 2025.

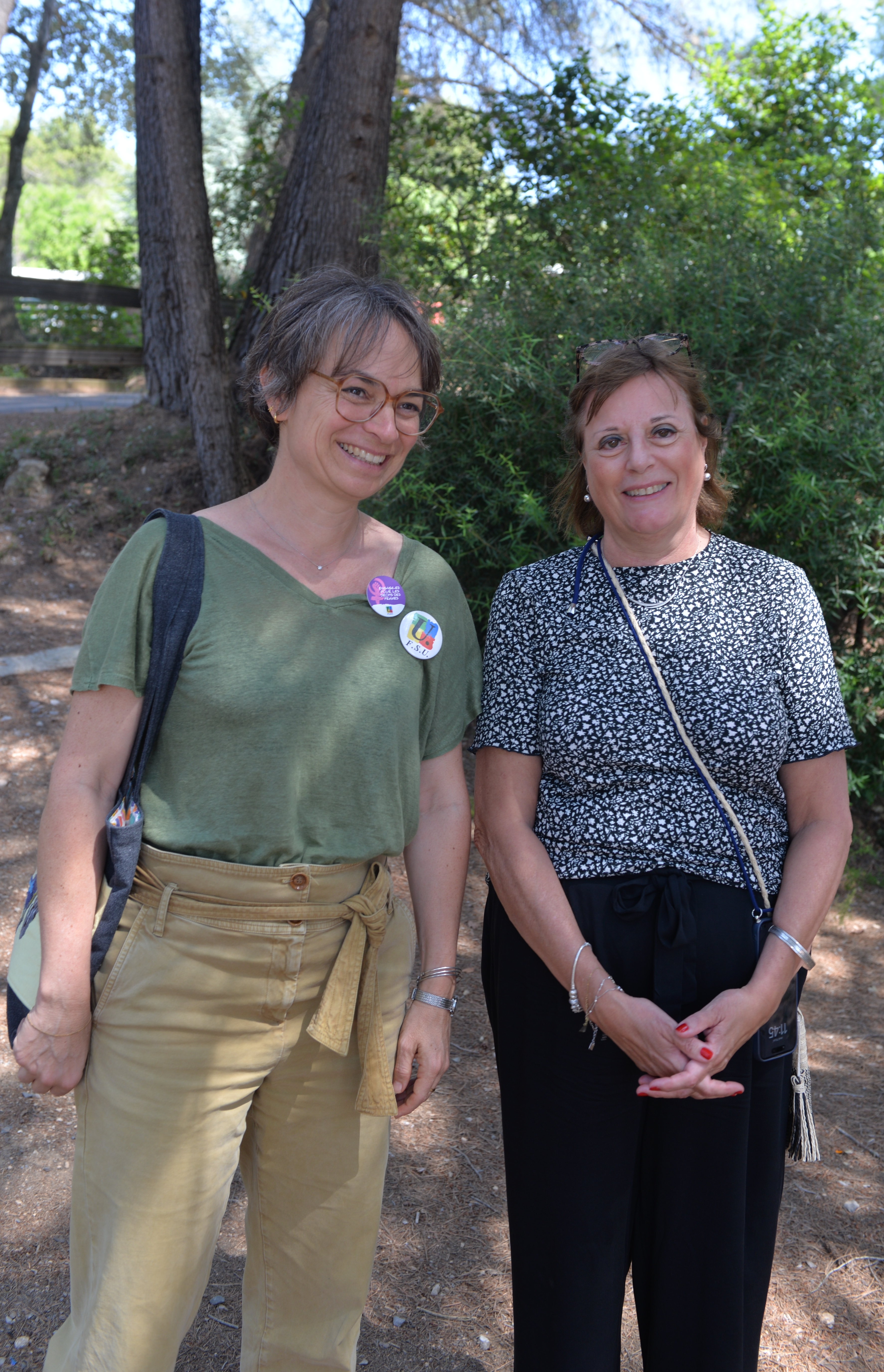
Caroline Chevé, secrétaire général de la FSU et Véronique Caraco-Giordano, secrétaire général du SNE lors du congrès de Montagnac en 2025.

- Assemblée générale constitutive, Paris : 13 avril 1973[L 6].
- 1er congrès, Francheville (Rhône) : du 23 au 25 mai 1975[L 6].
- 2e congrès, Bruguières (Haute-Garonne) : du 31 mai au 2 juin 1977[L 6].
- 3e congrès, Lanslebourg (Savoie) : du 6 au 8 juin 1979[L 6].
- 4e congrès, Le Pradet (Var) : du 3 au 5 novembre 1982[L 6].
- 5e congrès, Vigy (Moselle) : du 12 au 15 novembre 1985[L 6].
- 6e congrès, Nouan-le-Fuzelier (Loir-et-Cher) : du 4 au 7 octobre 1988[L 6].
- 7e congrès, Nouan-le-Fuzelier (Loir-et-Cher) : du 19 au 22 octobre 1992[L 6].
- 8e congrès, Thiviers (Dordogne) : du 4 au 7 juin 1996[L 6].
- 9e congrès, Chorges (Hautes-Alpes) : du 1 au 4 juin 1999[L 6].
- 10e congrès, Savines-le-Lac (Hautes-Alpes) : du 4 au 7 juin 2002[L 6].
- 11e congrès, Paris (congrès extraordinaire) : 9 décembre 2003[L 6].
- 12e congrès, Sète (Hérault) : du 16 au 18 novembre 2004.
- 13e congrès, Lamoura (Jura) : du 26 au 30 mai 2008.
- 14e congrès, Fouesnant (Finistère) : du 24 au 27 mai 2011.
- 15e congrès, Mèze (Hérault) : du 12 au 16 mai 2014.
- 16e congrès, Sérignan (Hérault) : du 29 mai au 2 juin 2017.
- 17e congrès, Vaison-la-Romaine (Vaucluse) : du 7 au 11 juin 2021.
- 18e congrès, Montagnac (Hérault) : du 16 au 20 juin 2025.

### Secrétaires généraux
- Dominique Gros[N 7] : d'avril 1973 à mai 1975[L 6]
- Zenon Wilczynski : de mai 1975 (congrès de Francheville) à juin 1977[L 6]
- Claude Jendrier : de juin 1977 (congrès de Bruguières) à novembre 1985[L 6]
- Yves Mérillon[3] : de novembre 1985 (congrès de Vigy) à septembre 1986[L 6]
- Jean-Jacques Maynard[N 8] : de septembre 1986 à juin 1996[L 6]
- Daniel Gascard : de juin 1996 (congrès de Thiviers) à novembre 2004[L 6]
- Laurent Faure : de novembre 2004 (congrès de Sète) à mai 2011
- Jean-Luc Ciulkiewicz : de mai 2011 (congrès de Fouesnant) à mai 2017
- Patrick Saint-Léger : de mai 2017 (congrès de Sérignan) à juin 2021
- Véronique Caraco-Giordano : à partir de juin 2021 (congrès de Vaison-la-Romaine, réélue au congrès de Montagnac)

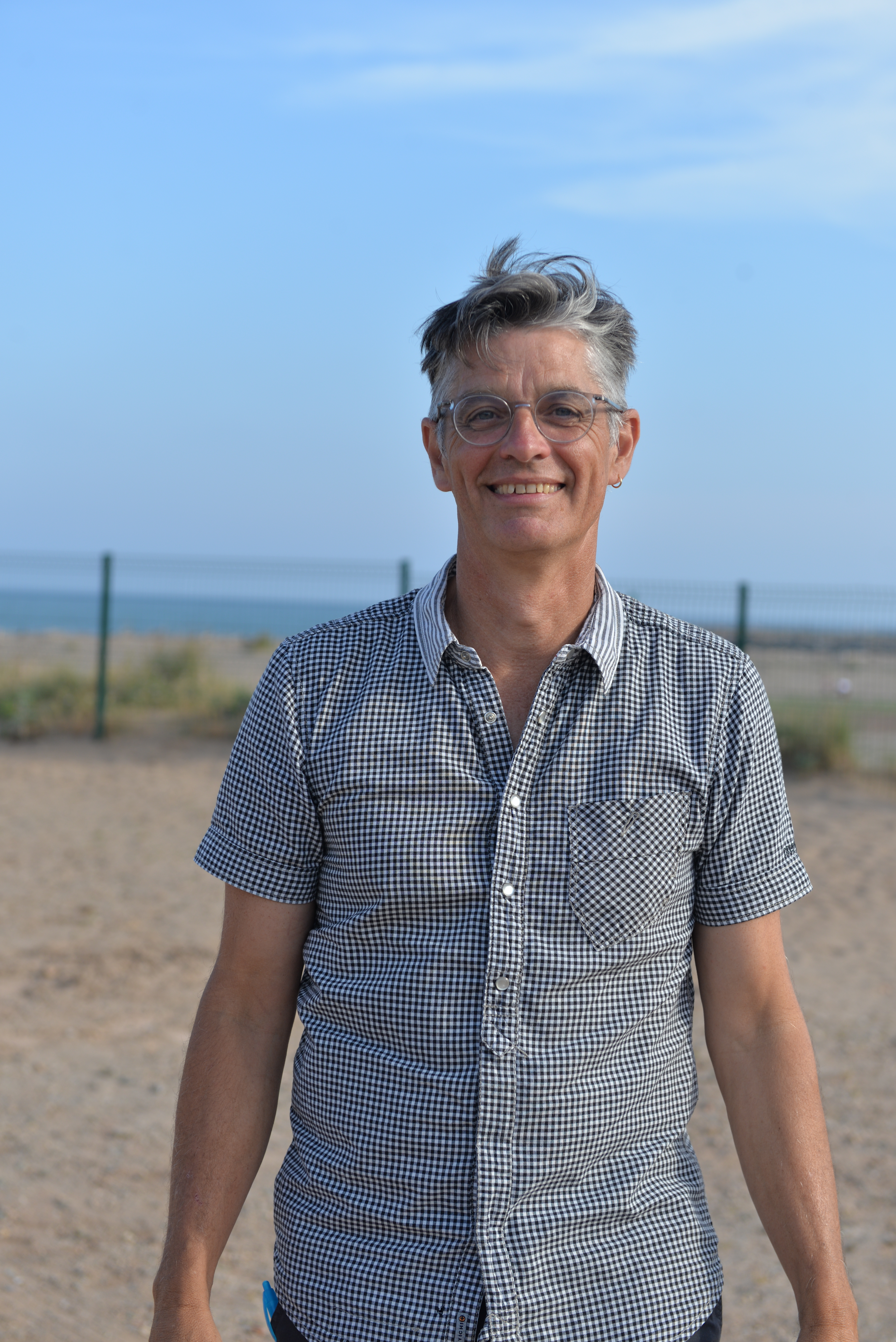
Patrick Saint-Léger, secrétaire général du SNE élu en mai 2017 lors du congrès de Sérignan.
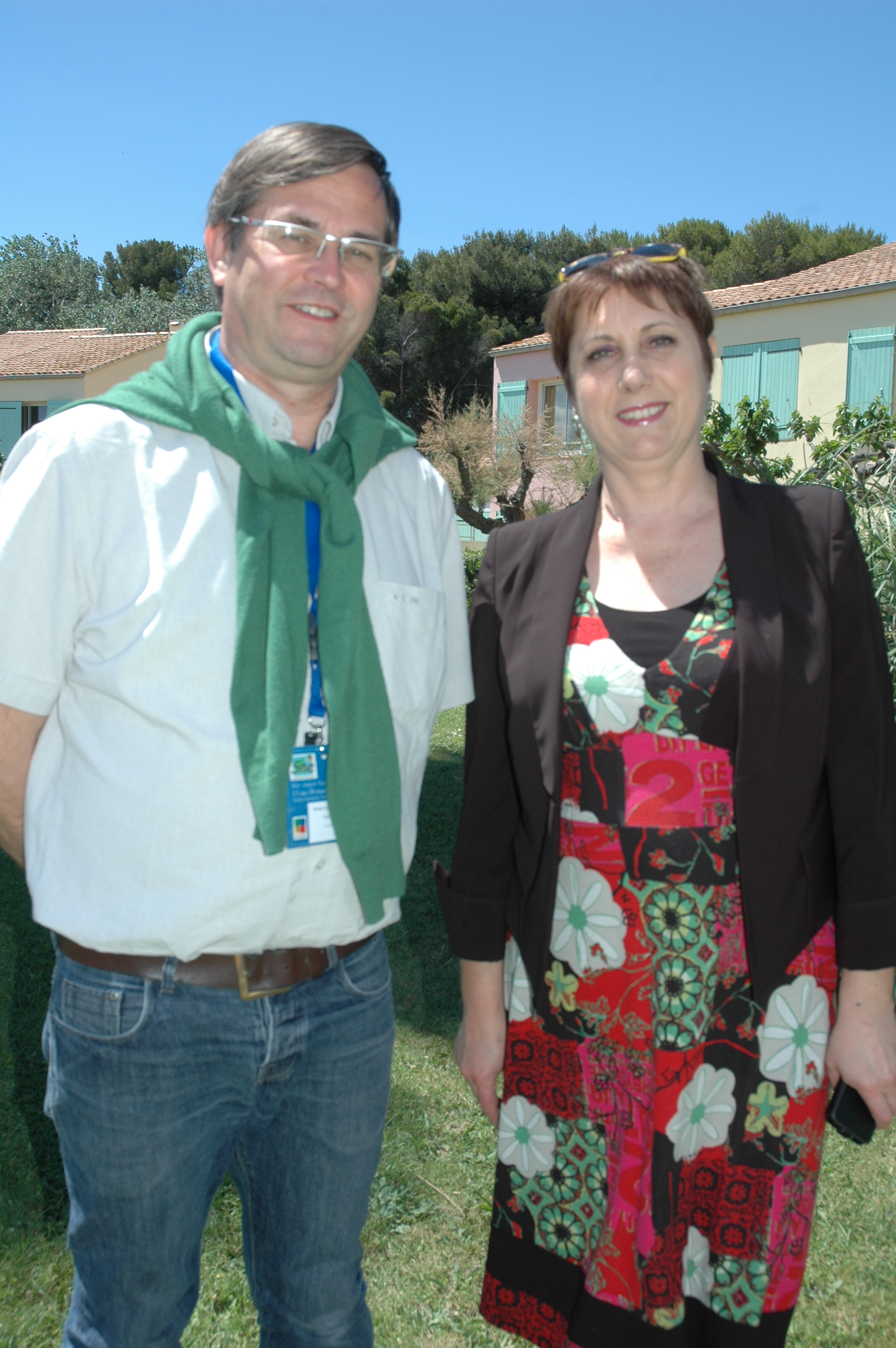
Jean-Luc Ciulkiewicz, secrétaire général du SNE et Bernadette Groison, secrétaire générale de la FSU, lors du congrès de Mèze en mai 2014.
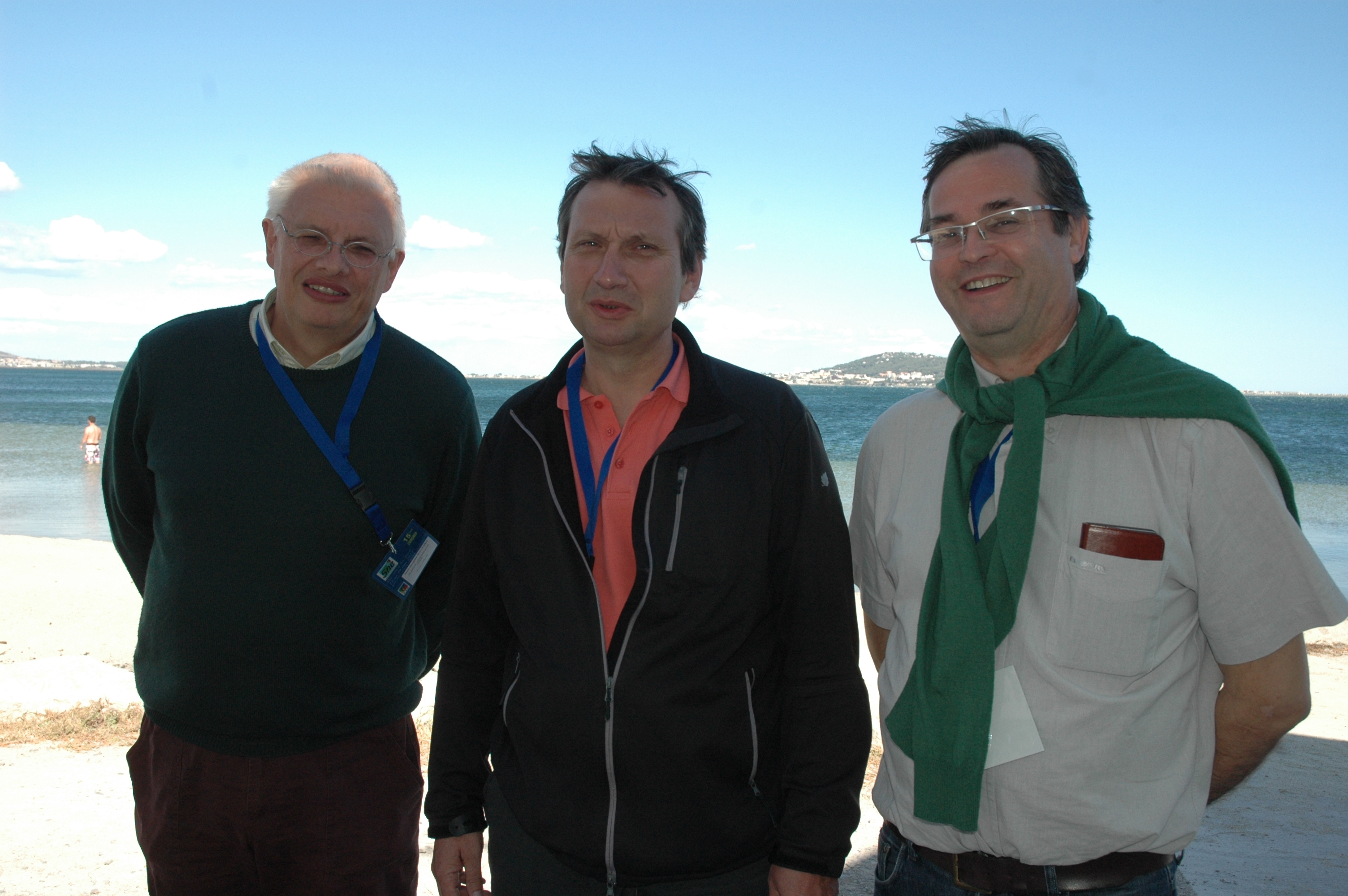
De gauche à droite : Jean-Jacques Maynard et Daniel Gascard anciens secrétaires généraux du SNE, Jean-Luc Ciulkiewicz, secrétaire général, lors du congrès de Mèze en mai 2014.
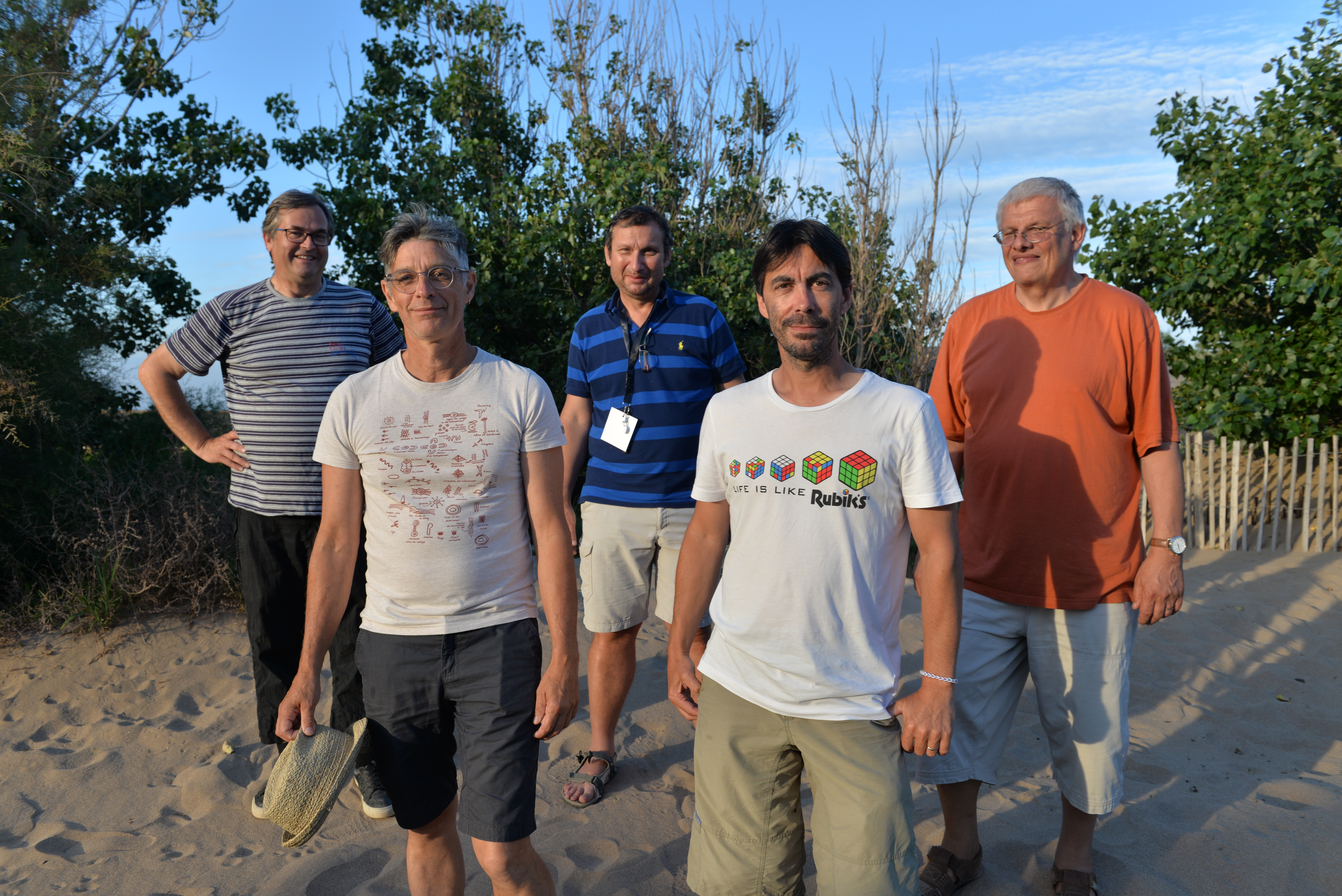
De gauche à droite : Jean-Luc Ciulkiewicz, Patrick Saint-Léger, Daniel Gascard, Laurent Faure, Jean-Jacques Maynard, anciens secrétaires généraux du SNE, lors du congrès de Sérignan en juin 2017.

## Résolutions
Les résolutions sont votées lors des congrès et présentent les analyses et propositions des membres du Syndicat National de l’Environnement pour la période entre deux congrès (en général trois ans).
La dernière en date a été adoptée au 17e congrès de juin 2021.

## Représentativité

### Comité technique/Comité social d'administration ministériel
Le comité technique ministériel (CTM) correspond au comité technique central de l'ensemble du ministère de la Transition écologique et solidaire y compris les établissements publics administratifs sous tutelle. En 2020, le CTM est remplacé par un Comité social d'administration ministériel (CSAM).
En 2008, les syndicats FSU du MEEDDAT (SNE et SUP-EQUIP') et la CGT se présentent seuls.
| Instance       | Inscrits | Votants | CGT     | CGT    | FSU    | FSU    |
| Instance       | Inscrits | Votants | %       | Sièges | %      | Siège  |
| -------------- | -------- | ------- | ------- | ------ | ------ | ------ |
| CTM du MEEDDAT | 108 781  | 71 332  | 36,88 % | 6 / 15 | 4,82 % | 0 / 15 |

En 2011, une liste commune est préparée. Six candidats sont élus, cinq pour la CGT et un pour la FSU (Simon Lery, élu titulaire SNE et Hervé Vullion, élu suppléant SUP-EQUIP'). Les résultats complets sont :  CGT-FSU : 6 - FO : 4 - CFDT : 3 - UNSA : 2.
| Instance      | Inscrits | Votants | CGT-FSU | CGT-FSU | CGT-FSU  | CGT-FSU  |
| Instance      | Inscrits | Votants | %       | Sièges  | dont CGT | dont FSU |
| ------------- | -------- | ------- | ------- | ------- | -------- | -------- |
| CTM du MEDDTL | 83 509   | 57 530  | 35,05 % | 6 / 15  | 5 / 15   | 1 / 15   |

En 2014, une liste commune est à nouveau préparée. Cinq candidats sont élus, soit un de moins qu'en 2011, quatre de la CGT et un de la FSU. Les résultats complets sont :  CGT-FSU : 5 - FO : 4 - UNSA : 3 - CFDT : 2 - Solidaires : 1.
| Instance     | Inscrits | Votants | CGT & FSU | CGT & FSU | CGT & FSU | CGT & FSU |
| Instance     | Inscrits | Votants | %         | Sièges    | dont CGT  | dont FSU  |
| ------------ | -------- | ------- | --------- | --------- | --------- | --------- |
| CTM du MEDDE | 69 649   | 52 148  | 28,55 %   | 5 / 15    | 4 / 15    | 1 / 15    |

En 2018, la CGT et la FSU décident de se présenter séparément. La FSU obtient un élu (Simon Lery, élu titulaire SNE et Maxime Caillon, élu suppléant SNUITAM) mais cette fois-ci en se présentant seul. Les résultats complets sont dans le tableau ci-dessous.
| Instance   | Inscrits | Votants | CGT            | CGT | FO             | FO | UNSA          | UNSA | CFDT          | CFDT | FSU          | FSU    | Solid. Env.  | Solid. Env. | SNCTA-SNPL   | SNCTA-SNPL | EFA-CGC    | EFA-CGC | UNIPEF     | UNIPEF | CFTC       | CFTC |
| Instance   | Inscrits | Votants | Votants %      | S   | Votants %      | S  | Votants %     | S    | Votants %     | S    | Votants %    | Sièges | Votants %    | S           | Votants %    | S          | Votants %  | S       | Votants %  | S      | Votants %  | S    |
| ---------- | -------- | ------- | -------------- | --- | -------------- | -- | ------------- | ---- | ------------- | ---- | ------------ | ------ | ------------ | ----------- | ------------ | ---------- | ---------- | ------- | ---------- | ------ | ---------- | ---- |
| CTM du MTS | 64 637   | 44 763  | 10 955 24,47 % | 5   | 10 137 22,65 % | 4  | 8 651 19,33 % | 3    | 6 424 14,35 % | 2    | 2 661 5,94 % | 1 / 15 | 1 966 4,39 % | 0           | 1 945 4,35 % | 0          | 736 1,64 % | 0       | 683 1,53 % | 0      | 605 1,35 % | 0    |

En 2022, comme en 2018, la FSU obtient à nouveau un élu (Patrick Saint-Léger, élu titulaire SNE et Estelle Labbé-Bourdon, élue suppléante SNE ; après la démission d'Estelle Labbé-Bourdon en septembre 2024, les élus sont Maxime Caillon, élu titulaire SNE et Véronique Caraco-Giordano, élue suppléante SNE). Les résultats complets sont donnés dans le tableau ci-dessous.
| Instance      | Inscrits | Votants | FO            | FO | CGT           | CGT | CFDT          | CFDT | UNSA+UNIPEF   | UNSA+UNIPEF | SNCTA-SNPL   | SNCTA-SNPL | FSU          | FSU    | Solid. Env.  | Solid. Env. | CGC+CFTC   | CGC+CFTC |
| Instance      | Inscrits | Votants | Votants %     | S  | Votants %     | S   | Votants %     | S    | Votants %     | S           | Votants %    | S          | Votants %    | Sièges | Votants %    | S           | Votants %  | S        |
| ------------- | -------- | ------- | ------------- | -- | ------------- | --- | ------------- | ---- | ------------- | ----------- | ------------ | ---------- | ------------ | ------ | ------------ | ----------- | ---------- | -------- |
| CSAM du MTECT | 61 484   | 35 784  | 7 945 23,62 % | 4  | 7 645 22,73 % | 3   | 6 023 17,91 % | 3    | 5 895 17,52 % | 3           | 2 286 6,80 % | 1          | 2 117 6,29 % | 1 / 15 | 1 079 3,21 % | 0           | 645 1,92 % | 0        |

### Commissions administratives paritaires
| Instance                                                                   | 2009    | 2009       | 2011     | 2011    | 2011    | 2011       |
| Instance                                                                   | % SNE   | Sièges SNE | Inscrits | Votants | % SNE   | Sièges SNE |
| -------------------------------------------------------------------------- | ------- | ---------- | -------- | ------- | ------- | ---------- |
| CAP Nationale Techniciens de l'environnement                               | 32,57 % | 2 / 6      | 688      | 273     | 39,78 % | 3 / 6      |
| CAP Préparatoire Techniciens de l'environnement "Milieux aquatiques"       | 0 %     | 0 / 5      | 157      | 125     | 24,19 % | 1 / 6      |
| CAP Préparatoire Techniciens de l'environnement "Espaces protégés"         | 100 %   | 5 / 5      | 102      | 47      | 100 %   | 5 / 5      |
| CAP Préparatoire Techniciens de l'environnement "Faune sauvage"            | 31,45 % | 2 / 6      | 382      | 307     | 32,07 % | 2 / 6      |
| CAP Nationale Agents techniques de l'environnement                         | 39,11 % | 3 / 6      | 1 572    | 860     | 43,62 % | 3 / 6      |
| CAP Préparatoire Agents techniques de l'environnement "Milieux aquatiques" | 16,72 % | 1 / 6      | 474      | 297     | 30,95 % | 2 / 6      |
| CAP Préparatoire Agents techniques de l'environnement "Espaces protégés"   | 100 %   | 6 / 6      | 200      | 49      | 100 %   | 6 / 6      |
| CAP Préparatoire Agents techniques de l'environnement "Faune sauvage"      | 44,02 % | 4 / 10     | 675      | 648     | 46,13 % | 4 / 10     |

### Comité d'entreprise/Comité social et économique de l'ADEME
| Instance            |          |         | CFDT   | CFDT   | SNE    | SNE    | CGT    | CGT    | FO    | FO    |
| Instance            | Inscrits | Votants | %      | Sièges | %      | Sièges | %      | Sièges | %     | Siège |
| ------------------- | -------- | ------- | ------ | ------ | ------ | ------ | ------ | ------ | ----- | ----- |
| CE de l'ADEME 2004  | 1 077    | 690     | 39,5 % | 4      | 36,6 % | 4 / 10 | 16,6 % | 2      | 7,3 % | 0     |
| CE de l'ADEME 2006  | 1 066    | 728     | 47,8 % | 5      | 26,5 % | 3 / 10 | 18,9 % | 2      | 6,8 % | 0     |
| CE de l'ADEME 2008  | 1 078    | 715     | 45,6 % | 5      | 27,4 % | 3 / 10 | 18,7 % | 2      | 8,4 % | 0     |
| CE de l'ADEME 2010  | 1 181    | 829     | 48,6 % | 5      | 32,4 % | 4 / 10 | 19,0 % | 1      |       |       |
| CE de l'ADEME 2013  | 1 119    | 747     | 46,1 % | 5      | 37,1 % | 5 / 11 | 16,8 % | 1      |       |       |
| CE de l'ADEME 2016  | 1 094    | 698     | 48,4 % | 5      | 39,1 % | 5 / 11 | 12,5 % | 1      |       |       |
| CSE de l'ADEME 2019 | 1 100    | 674     | 44,7 % | 8      | 38,6 % | 7 / 17 | 16,7 % | 2      |       |       |
| CSE de l'ADEME 2023 | 1 183    | 699     | 44,6 % | 8      | 41,5 % | 8 / 18 | 13,9 % | 2      |       |       |

## Actions

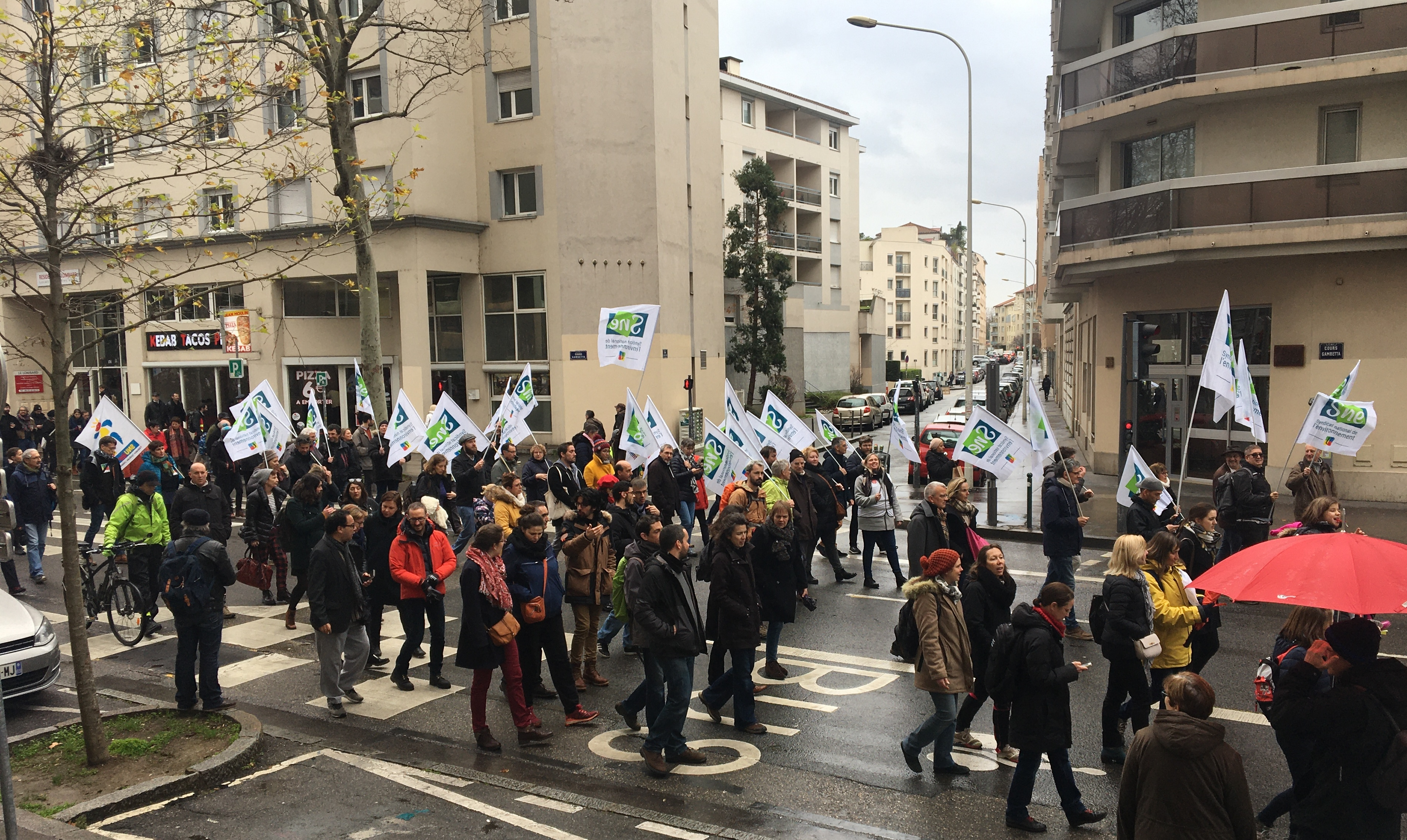
Participation du SNE à la manifestation contre le projet de réforme des retraites à Lyon en janvier 2020.

Depuis la constitution en mars 1986 du gouvernement Chirac II, les représentants des industriels cherchent par tous les moyens à faire baisser les montants de leurs redevances pour pollution de l'eau. Ils demandent en sous-main la fin des agences de bassin. En réaction, la section syndicale de l'agence de l'eau Rhône-Méditerranée-Corse lance une campagne pour sensibiliser la population. Des milliers de cartes postales sont envoyées aux députés.

## Publications
Outre les tracts, pétitions et communiqués de presse, le SNE publie régulièrement des Flash Infos et à raison de 2 à 4 numéros par an une revue Synergie Environnement distribuée à tous les personnels syndiqués et aux principaux responsables du ministère chargé de l'écologie.
- Éléments pour une politique de l'environnement « Petit livre vert » : Quels objectifs pour une action syndicale ?, SNE-CFDT, mars 1985, 107 p. (lire en ligne) [PDF].
- Quatre cahiers thématiques ont été publiés :
  - La biodiversité, SNE-FSU, coll. « Cahiers thématiques Enjeux et politiques de l'environnement », mars 2012, 9 p. (lire en ligne) [PDF].
  - Eau et milieux aquatiques, SNE-FSU, coll. « Cahiers thématiques Enjeux et politiques de l'environnement », mars 2012, 2 p. (lire en ligne) [PDF].
  - Cahier Climat : Énergie, SNE-FSU, coll. « Cahiers thématiques Enjeux et politiques de l'environnement », avril 2014, 12 p. (lire en ligne) [PDF].
  - Éléments pour une fiscalité environnementale, SNE-FSU, coll. « Cahiers thématiques Enjeux et politiques de l'environnement », juillet 2017, 21 p. (lire en ligne) [PDF].